# Aglaonema

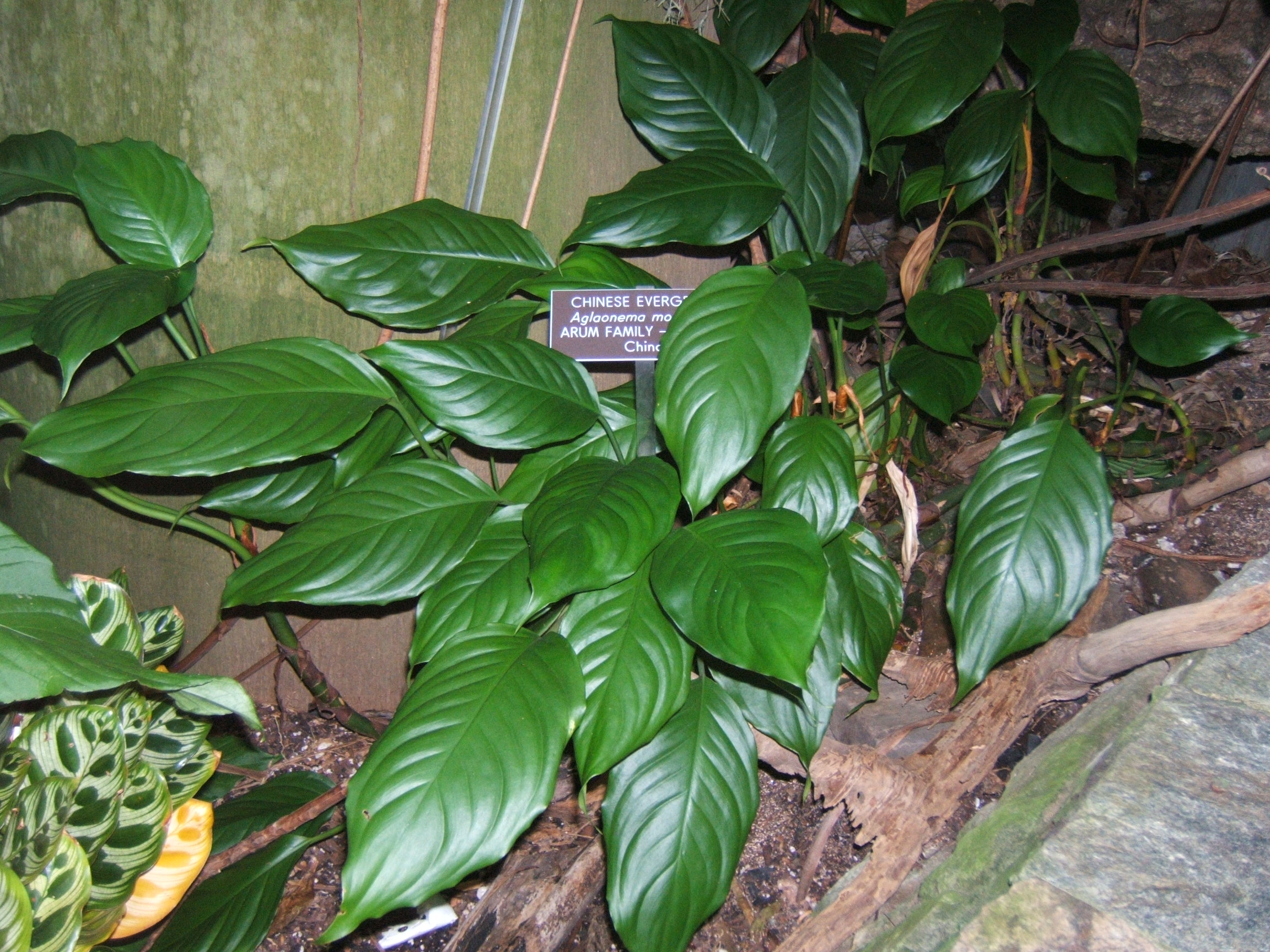
Aglaonema modestum

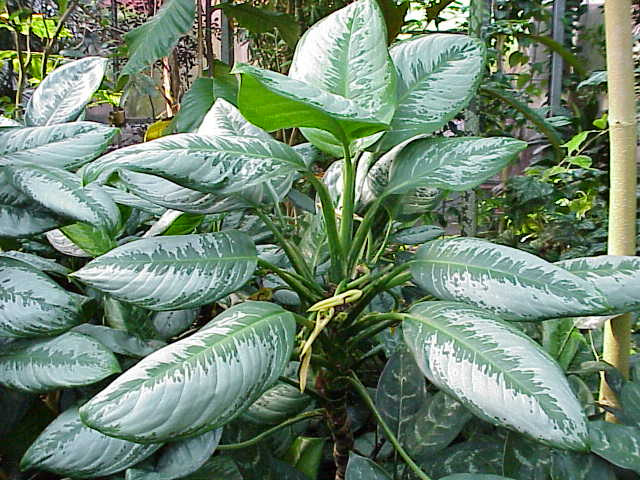
Aglaonema nitidum

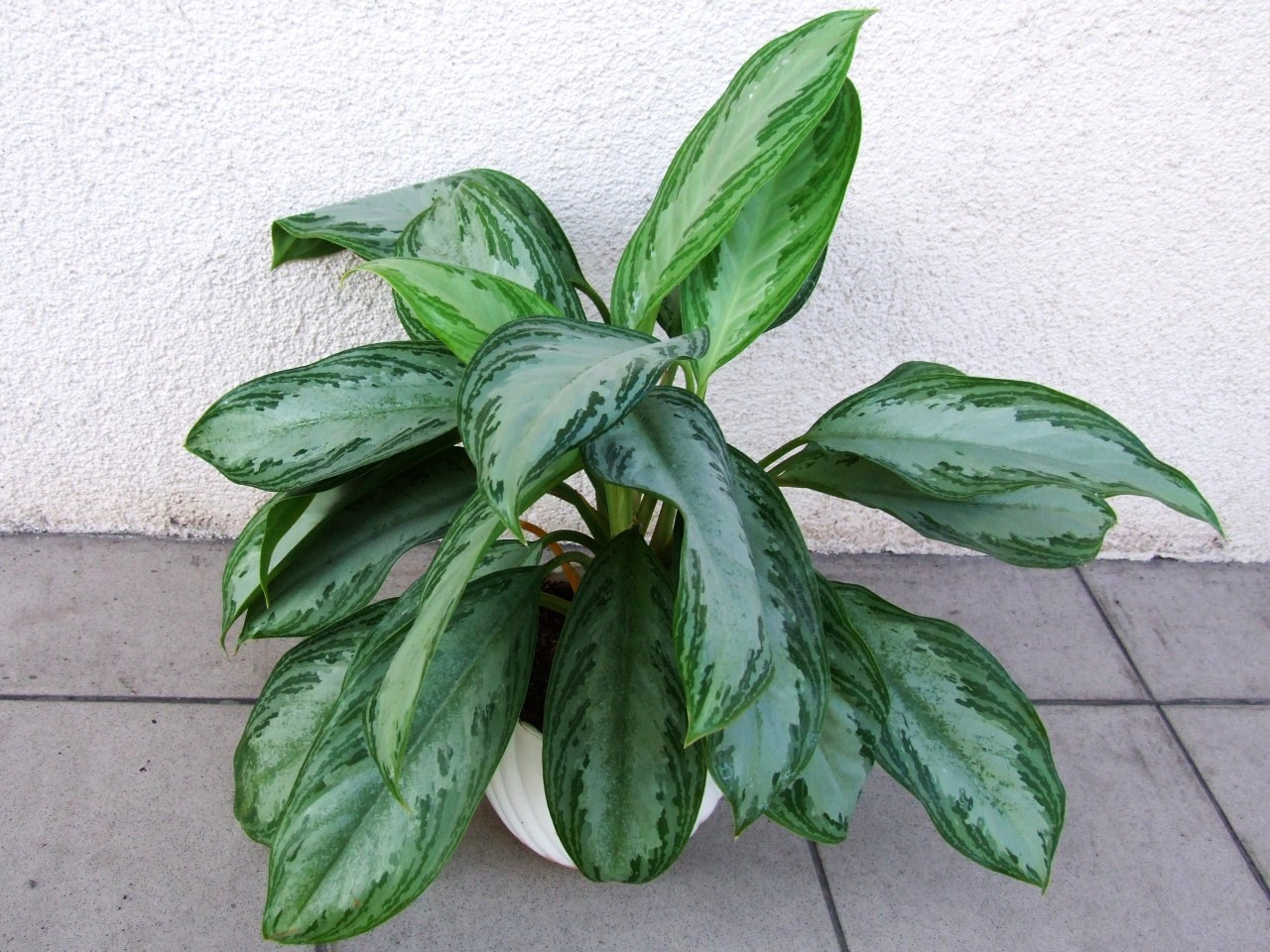
Aglaonema zmienna

Aglaonema modestum z kwiatostanem

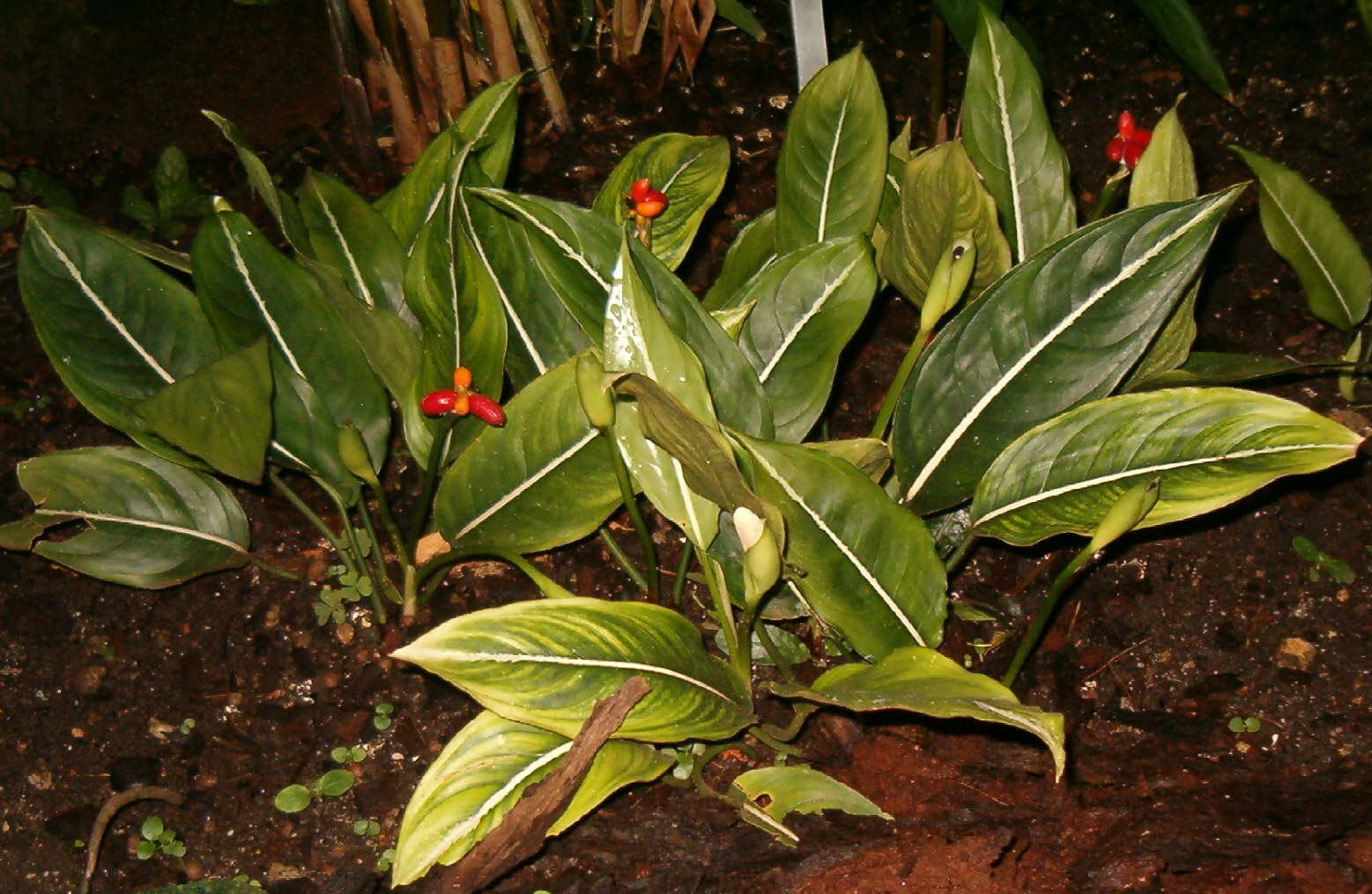
Aglaonema costatum z owocami

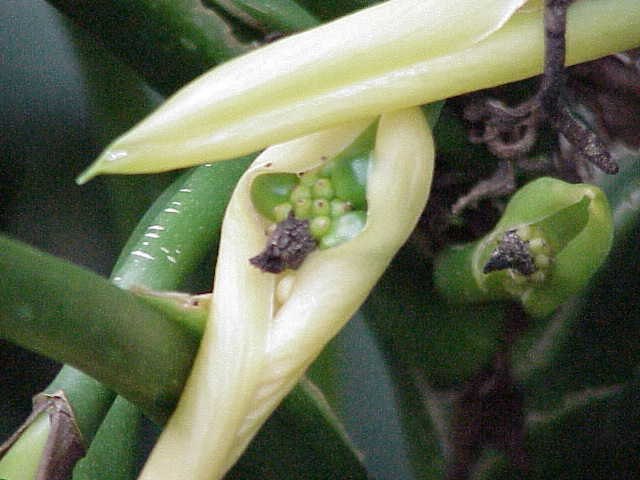
Niedojrzały owocostan Aglaonema nitidum

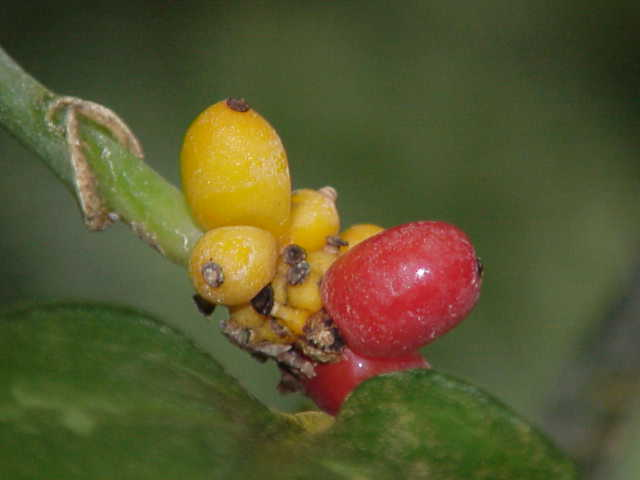
Owoce aglaonemy zmiennej

Aglaonema (Aglaonema Schott) – rodzaj roślin zielnych z rodziny obrazkowatych (Araceae), obejmujący 24 gatunki, pochodzące z tropikalnych rejonów południowo-wschodniej Azji, od północno-wschodnich Indii do Papui-Nowej Gwinei. Nazwa naukowa rodzaju wywodzi się z greckich słów – αγλαός (aglaos – jasny, piękny) i νήμα (nema – nić) i odnosi się do budowy kwiatów męskich.

## Morfologia
PokrójNiskie (np. A. rotundum o wysokości do 6 cm), średnie (np. A. pictum o wysokości do 50 cm) do wysokich (np. A. densinervium o wysokości do 2 m) rośliny zielne.
ŁodygaŁodyga naziemna, gładka, zwykle zielona, często ukorzeniająca się w węzłach, przeważnie wzniesiona i nierozgałęziona (jedynie w przypadku roślin z nieformalnej grupy Chamaecaulon płożąca i rozgałęziona, a także pseudo-podziemna, z uwagi przykrycie warstwą świeżej ściółki u starszych roślin), o wyraźnych międzywęźlach, zwykle najdłuższych u nasady łodygi. Łodyga stale przyrasta na długość, osiągając u gatunku A. densinervium wysokość przekraczającą 2 m i średnicę powyżej 5 cm. Ponieważ roślina utrzymuje jedynie kilka szczytowych liści, łodyga w dolnej części pokryta jest bliznami liściowymi.
LiścieKatafile otaczają szypułki, a także występują u nasady wierzchołka pędu, nadto u roślin z nieformalnej grupy Chamaecaulon występują również u nasady ogonków liściowych, o długości od 2 cm (A. nebulosum) do 35 cm (A. densinervium). Katafile są z reguły kremowe do zielonkawych, szybko wysychają, brązowieją i odpadają. U roślin z nieformalnej grupy Aglaonema ogonki liściowe tworzą pochwy, otaczające łodygę u nasady. Blaszki liści właściwych są lancetowate lub wąsko eliptyczne do jajowato-eliptycznych, zwykle o spiczastym wierzchołku i zaokrąglonej (rzadko sercowatej) nasadzie oraz pierzastym użyłkowaniu. Podstawową barwą liści roślin z rodzaju Aglaonema są różne odcienie zielonego. Liście niektórych gatunków są wielobarwne, np.:
- A. crispum – szare z ciemnozielonymi brzegami,
- A. commutatum i A. nitidum – zielone z szarymi wzorami,
- A. costatum – z białymi lub żółtawymi plamami i niekiedy białymi żyłkami pierwszorzędowymi,
- A. vittatum – z białymi żyłkami pierwszorzędowymi,
- A. pictum – z szaro-srebrnymi nieregularnymi plamami,
- A. rotundum – czerwono ubarwione.

Blaszki liściowe osiągają wymiary od 6,5–10,5×1,7–3,0 cm (A. vittatum) do 20–45×7–16 cm (A. nitidum) i 26–42×12–19 cm (A. densinervium).
KwiatyRośliny jednopienne, tworzące od jednego do wielu kwiatostanów typu kolbiastego pseudancjum. Szypułki wzniesione, otoczone katafilami, zginające się do ziemi w czasie dojrzewania owoców, o długości od 2 cm (A. simplex, A. nebulosum) do 32 cm (A. densinervium). Pochwa kwiatostanu jajowata, wzniesiona, nie zwężona, często z krótkim kończykiem, zielona do żółtawo-białej, o długości od 1,5 cm (A. brevispatha, A. pictum) do 11 cm (A. densinervium). Kolba cienka, cylindryczna do maczugowatej, wzniesiona, krótsza do dłuższej od pochwy. Kwiaty żeńskie położone są w dolnej części kolby, a masywne męskie w górnej. Zalążnie jednokomorowe z pojedynczym, anatropowym zalążkiem. Szyjka słupka krótka i gruba. Znamię słupka szerokie, dyskowate. Budowa morfologiczna kwiatów męskich nie została jednoznacznie określona.
OwoceMięsiste, jajowate do podłużnych jagody. Niedojrzałe zielone, następnie żółte, a w pełni dojrzałe czerwone (u A. nitidum białe). Nasiona pojedyncze, eliptyczne, niemal wielkości jagody. Bielmo nieobecne.
Gatunki podobneAglaodorum griffithi, od których aglaonemy różnią się innym niż zielony kolorem dojrzałych jagód, krótszymi szypułkami i położeniem kwiatów żeńskich na kolbie w wielu spiralach oraz przedstawiciele rodzaju difenbachia, od których różnią się zakresem geograficznym występowania, a morfologicznie: jednokomorowymi zalążniami i kwiatami męskimi nie tworzącymi synandrium.

## Biologia i ekologia
RozwójRośliny z rodzaju aglaonema są niskopączkowymi bylinami.
SiedliskoNizinne, wilgotne lasy równikowe, w pobliżu i wzdłuż strumieni i wodospadów, na gęsto zalesionych zboczach górskich i wulkanicznych, w wąwozach, na skałach wapiennych i torfowiskach. Na wysokości do 2000 m n.p.m. Zawsze w miejscach o wysokiej wilgotności i dużym zacienieniu.
Cechy fitochemiczneAglaonema jest rośliną silnie trującą. Objawami zatrucia są: pieczenie języka, zaczerwienienie skóry i pojawienie się na nich pęcherzy i silnych stanów zapalnych, arytmia serca i w końcu paraliż układu nerwowego.
GenetykaLiczba chromosomów 2n = 38, 40, 48, 56, 60, 120.

## Systematyka
Pozycja rodzaju według Angiosperm Phylogeny Website (aktualizowany system APG IV z 2016)Należy do plemienia Aglaonemateae, podrodziny Aroideae, rodziny obrazkowatych, rzędu żabieńcowców w kladzie jednoliściennych.
Pozycja rodzaju według systemu Reveala z roku 2007 (2010)Gromada okrytonasienne (Magnoliophyta Cronquist, Takht. & Zimmerm. ex Reveal), podgromada Magnoliophytina (Frohne & U. Jensen ex Reveal), klasa Magnoliopsida (Brongn.), podklasa żabieńcowe (Alismatidae Takht.), nadrząd obrazkopodobne (Aranae Thorne ex Reveal), rząd obrazkowce (Arales Juss. ex Bercht. & J. Presl), rodzina obrazkowate (Araceae Juss.).
Pozycja rodzaju według Crescent Bloom (system Reveala z lat 1993–1999)Gromada okrytonasienne (Magnoliophyta Cronquist), podgromada Magnoliophytina (Frohne & U. Jensen ex Reveal), klasa jednoliścienne (Liliopsida Brongn.), podklasa obrazkowe (Aridae Takht.), nadrząd obrazkopodobne (Aranae Thorne ex Reveal), rząd obrazkowce (Arales Dumort.), rodzina obrazkowate (Araceae Juss.), podrodzina Aglaonematoideae Engl., plemię Aglaonemateae Engler.
Gatunki
- Aglaonema birmanicum Hook.f.
- Aglaonema brevispathum (Engl.) Engl.
- Aglaonema chermsiriwattanae Sookch.
- Aglaonema cochinchinense Engl.
- Aglaonema commutatum Schott – aglaonema zmienna
- Aglaonema cordifolium Engl.
- Aglaonema costatum N.E.Br. – aglaonema żeberkowata
- Aglaonema densinervium Engl.
- Aglaonema flemingianum A.Hay
- Aglaonema hookerianum Schott
- Aglaonema marantifolium Blume
- Aglaonema modestum Schott ex Engl. – aglaonema skromna
- Aglaonema nebulosum N.E.Br.
- Aglaonema nicobaricum Hook.f.
- Aglaonema nitidum (Jack) Kunth
- Aglaonema ovatum Engl.
- Aglaonema philippinense Engl.
- Aglaonema pictum (Roxb.) Kunth
- Aglaonema pumilum Hook.f.
- Aglaonema robeleynii (Van Geert) Pitcher & Manda
- Aglaonema rotundum N.E.Br.
- Aglaonema simplex (Blume) Blume
- Aglaonema tricolor Jervis
- Aglaonema vittatum Ridl. ex Engl.

Podział rodzaju według Nicolsona
Autor wyróżnił dwie sekcje:
- Chamaecaulon, charakteryzująca się płożącą i rozgałęzioną łodygą, pochwą liściową o długości poniżej 1 cm, nie większej niż 20% ogonka liściowego, ogonkami liściowymi z katafilami u nasady, obejmującą gatunki: A. brevispathum i A. costatum.
- Aglaonema, obejmująca pozostałe gatunki, charakteryzująca się wzniesioną i nierozgałęzioną łodygą, pochwą liściową dłuższą niż 1 cm i katafilami otaczającymi zwykle szypułki, rzadziej ogonki liściowe.

## Zastosowanie
Rośliny ozdobneZ uwagi na atrakcyjne ulistnienie niektóre gatunki (szczególnie aglaonema zmienna, A. simplex, A. costatum i A. modestum, a przede wszystkim ich kultywary) są uprawiane jako rośliny pokojowe lub w palmiarnach, a w krajach o tropikalnym klimacie jako rośliny ogrodowe. W Polsce najczęściej uprawiana jest aglaonema zmienna, zwłaszcza odmiana 'Silver Queen' ze srebrnymi wybarwieniami na liściach. Są to rośliny bardzo proste w uprawie. Przy pracach z tymi roślinami należy używać rękawiczek, gdyż ich sok działa silnie drażniąco na skórę.

## Uprawa
WymaganiaLubią stałą wysoką temperaturę (20-25 °C) i dużą wilgotność powietrza, zimą temperatura powietrza i podłoża nie powinna spadać poniżej 18 °C. Optymalnym podłożem jest mieszanka torfu i piasku z niewielkim dodatkiem kompostu. Można je uprawiać również w hydroponice. Aglaonema nie lubi zmiany miejsca, obracania, przesuwania. Rośliny wymagają stanowiska półcienistego, choć tolerują również całkowite zacienienie. W zbyt ciemnym miejscu liście tracą ubarwienie.
Sposób uprawyRoślinę uprawianą w ziemi w okresie wegetacji należy podlewać obficie, miękką wodą o temperaturze pokojowej; zimą podlewanie należy ograniczyć. Aby zapewnić wysoką wilgotność powietrza, należy ją często zraszać, a raczej zamgławiać, by woda nie zostawiła plam na liściach. Aglaonemy mają system korzeniowy płaski i dlatego doniczki do ich uprawy powinny być niskie i szerokie. W okresie wegetacji zaleca się nawożenie raz na dwa tygodnie roztworem nawozów (bez wapnia). Przesadzanie raz do roku, do większego pojemnika.
RozmnażanieNajłatwiej przez oddzielenie od macierzystej rośliny nowych, młodych pędów. Można też przez sadzonkowanie wczesną wiosną, ale trwa to dużo dłużej. Sadzonki ukorzeniają się najlepiej w ciepłym podłożu ok. 24 °C. Możliwe jest też rozmnażanie przez nasiona, ale trwa to najdłużej. Nasiona wysiewa się w mnożarce w temp. 27 °C. Z wykiełkowanych siewek należy wybrać najsilniejsze (są różnej jakości). Po 2–3 latach uprawy, z uwagi na obumieranie starszych liści, zaleca się ukorzenienie rośliny w górnej części łodygi.
Choroby i szkodnikiNa roślinach uprawianych w zbyt suchych pomieszczeniach mogą pojawić się czerwce, przędziorki czy wciornastki. Rośliny są również atakowane przez grzyby oraz lęgniowce, a także są podatne na gnicie korzeni.